# اچ‌ام‌اس کریر
اچ‌ام‌اس کریر ممکن است به یکی از موارد زیر اشاره داشته باشد:
- اچ‌ام‌اس کریر (۱۸۰۵)
- اچ‌ام‌اس کریر (۱۸۱)